# Hitman: Absolution
Hitman: Absolution (букв. с англ. — «Наёмный убийца: Отпущение грехов») — компьютерная игра 2012 года в жанре стелс-экшена, разработанная датской студией IO Interactive и изданная Square Enix. Пятая игра серии Hitman.
Предыдущая игра серии — Hitman: Blood Money. Следующая — Hitman.

## Игровой процесс
Всего в игре 20 уровней. Уровень состоит из нескольких (до пяти) подуровней, и 47-му придётся в течение нескольких подуровней пробираться к главной цели, попутно убивая врагов-приспешников, уничтожить главного врага, а затем прорваться через окружение полиции или головорезов.
Стало больше скрытности и меньше «маскарада»: враги научились разоблачать маскировку, и крайне редко найдётся прикрытие, позволяющее беспрепятственно расхаживать по уровню без риска быть разоблачённым. Все уровни проходимы в костюме без какой-либо маскировки: одни — элементарно, подавляющее большинство других — довольно сложно.
Остались шприцы со снотворным, которые помогают быстро обезвредить врага. Также 47-й научился обезвреживать охрану голыми руками и скрытно оглушать их не убивая. Появился так называемый «инстинкт»: в течение ограниченного времени 47-й может заглядывать через стены, видеть врагов в толпе, предугадывать их путь, притвориться своим человеком, чтобы враг не опознал чужака, и замедлять время, чтобы быстро выполнить серию метких выстрелов. По ходу успешного выполнения заданий инстинкт пополняется. Инстинкт заменил карту из предыдущих серий: по сюжету, 47-й один против всех, и действует самостоятельно и по обстановке, а не руководствуется тщательно проработанным планом.
Остались запрограммированные несчастные случаи: цель можно убить электричеством, столкнуть с балкона, сжечь, отравить или сбросить на неё тяжёлый предмет. Важно, что кого убивать, а кого оставить в живых выбирает сам игрок. За убийство лишних людей и невинных гражданских с игрока снимаются очки. При должной сноровке можно пройти миссию, убив лишь только главную цель, и получить таким образом рейтинг «Бесшумный убийца». И, конечно, ни одно тело, кроме жертв «несчастного случая», не должно быть найдено.
47-й может носить на себе ограниченный арсенал — один подручный предмет, один автомат, один заряд взрывчатки и т. д. (сильверболлеры и струна из оптоволокна всегда будут у главного героя, кроме нескольких миссий). Зато любое оружие — абсолютно любое, даже снайперскую винтовку — можно скрыть на себе. К фирменным сильверболлерам добавились глушители, что позволяет как скрытно убивать врагов, так и отвлекать их.
Немалая часть сюжета открывается прямо по ходу миссий, из разговоров. Для этого на уровнях пришлось расставить много триггеров и заодно урезать количество вариантов прохождения, зачастую до одного-двух. Добавилась система достижений, которая, с одной стороны, стимулировала к повторному прохождению, с другой — выдавала запрограммированные экзотические методы убийства врагов.

## Сюжет
Один из лидеров МКА и новый координатор Агента 47 Бенджамин Тревис дал тому контракт на устранение Дианы Бёрнвуд — предыдущего координатора 47-го, — за то, что та предала интересы Агентства и похитила некую девушку по имени Виктория, которая крайне важна для Тревиса. По условиям контракта 47-му также необходимо доставить Викторию целой и невредимой. 47-й в глубине души не рад этому контракту и не желает смерти Дианы, с которой работал на протяжении многих лет, но всё же принимает заказ и пробравшись в её особняк в Чикаго лишь ранит её и просит объяснить, зачем она это сделала. Она объясняет свой поступок тем, что у всех «есть свои табу», и что она должна была забрать Викторию у «врачей», тем самым не позволив Тревису вырастить из неё совершенную убийцу, такую же, как 47-й. Диана в качестве последней просьбы говорит 47-му забрать Викторию и защитить её от Тревиса. Агент обещает исполнить её просьбу и обрывает все связи с Агентством и Тревисом.
47-й на время отдаёт Викторию в монастырский приют, пока не разберётся с ситуацией. Затем он связывается с «Птахой», когда-то лучшим осведомителем Агентства, и говорит, что им надо встретиться. Но Птаха для начала просит устранить своего конкурента, который зовет себя «Королём Чайна-тауна». 47-й находит «Короля» на площади Чайна-тауна и убивает его, после чего Агент приходит в автобус, который Птаха использует как жильё. 47-й говорит, что ему нужна информация о Виктории, а конкретно, зачем она нужна Агентству. Птаха изначально не горит желанием помогать 47-му, услышав, что придётся иметь дело с Агентством, но, обдумав, спрашивает у 47-го, какую сумму он готов заплатить. Когда 47-й сказал, что Птаха волен сам назвать свою цену, тот просит отдать его кейс с фирменными пистолетами Агента, сильверболлерами, в качестве оплаты за такие сведения. 47-й соглашается и отдаёт ему кейс. Чуть позже Птаха звонит 47-му и сообщает ему о неком Блейке Декстере — богатом бизнесмене. Он знает что-то о девушке, и в данный момент находится в отеле «Терминус» в номере 899.
47-й пробирается в отель и находит комнату № 899, после чего пытается задушить Санчеза, огромного и массивного телохранителя Блейка, но тот пересиливает и оглушает 47-го. Блейк, узнав легендарного киллера, решает воспользоваться этим случаем и подставить 47-го, убивает уборщицу, подсовывает 47-му нож и поджигает отель. 47-й в последний момент приходит в себя и убегает из горящего отеля. Он пробирается по крыше, сквозь кишащие полицейскими библиотеку, жилые квартиры, станцию метро и уезжает на поезде.
Птаха решает помочь 47-му в устранении всех тех, кто знает Блейка Декстера, и даёт ему наводку на клуб «Лисичка», где хозяином является Дом Озмонд — один из близких друзей Блейка. 47-й проникает в клуб, устраняет Озмонда и уходит. Однако в это время до Птахи добирается ещё один из друзей Декстера — Вейд. 47-й спешит на помощь к Птахе и по пути устраняет людей Вейда, но не успевает спасти информатора. Тот, будучи схваченным Вейдом, выдаёт информацию о Виктории. 47-й, переодевшись в автобусе Птахи из своего потрёпанного костюма в новый, прибыл в приют за Викторией, куда почти сразу этого вторгается банда Вейда. 47-му сперва удаётся забрать девушку, но пока он отлучается в один из моментов, она попадает в руки Вейду и Ленни - сыну Блейка Декстера. Агент убивает Вейда, но Ленни при этом захватывает девушку и скрывается. 47-й обнаруживает у Вейда ключи от машины и спичечный коробок с надписью «Хоуп. Южная Дакота».
47-й, забрав машину Вейда, отправляется в городок Хоуп. Тем временем Птаха пытается договориться с Блейком, но у него ничего не выходит, поскольку Виктория уже у Декстера. Санчез начинает душить Птаху над обрывом, а Блейк интересуется у него, кто такая Джейд, с которой недавно связывался Птаха - и тому, чтобы не быть убитым, пришлось признаться, что Джейд является членом Агентства, и что Виктория тоже связана с этой организацией. За эту информацию Блейк щадит Птаху.
Агент прибывает в Хоуп и заходит в местный бар, и после развязанной там драки, 47-й с боем добирается до бармена и силой заставляет его сказать, где найти Ленни. Одновременно также звонит Птаха, говорящий ему о «подарке» в одном из оружейных магазинов.
47-й прибыл в магазин и увидел тот самый «подарок» на витрине — его собственные пистолеты сильверболлеры, которые он ранее сдал Птахе. Владелец магазина не желает продавать пистолеты, но предлагает их 47-му в качестве награды за победу над девушкой — чемпионкой по стрельбе (тем не менее, ничто не мешает их просто выкрасть, найдя ключ от замка витрины). Успешно забрав своё оружие, 47-й затем уничтожает банду Ленни, а его самого захватывает живым и в багажнике увозит в пустыню. 47-й заставляет Ленни копать себе могилу и допрашивает о местонахождении Виктории. После того, как Ленни рассказал всё, что знает, 47-й может либо просто убить его, либо оставить в живых, чтобы тот умирал в пустыне.
47-й проникает на фабрику Декстера, под которой скрывается нелегальная лаборатория, где проводятся эксперименты над людьми. Он расправляется с руководителями исследований, а из видеозаписи узнает о том, что Виктория обладает сильнейшими способностями, как и сам Агент. 47-й отправляется к забравшему с собой Викторию Санчезу, который, как оказалось, тоже стал сверхсильным в результате экспериментов, а в настоящий момент готовится к участию в поединке на ринге — с бойцом по прозвищу Патриот. 47-й убивает Санчеза прямо на ринге (это можно сделать либо в бою один на один, перед этим переодевшись в костюм Патриота, либо уронив люстру на Санчеза) и уходит. Перед тем узнав от гиганта, что Виктория находится у шерифа Скёрки.
Ночью на отель, где остановится Агент, нападают боевики Агентства во главе с элитным отрядом «Святых» (девушек под видом монахинь). Их послал Тревис, чтобы убить 47-го — но тому удаётся ликвидировать всех «Святых». После чего он отвечает на телефонный вызов Тревиса к «Святым» и говорит, что их миссия провалена. Тревис в свою очередь обвиняет 47-го в предательстве. Тревис решает сам отправиться на встречу с Декстером, чтобы под видом передачи выкупа за Викторию отбить девушку у него. Тем временем 47-й находит Скёрки в городском суде и проникает в судебный изолятор в поисках Виктории, где попадается в ловушку шерифа. Появляется Декстер и пытает 47-го, безуспешно пытаясь заставить его рассказать, что тот сделал с его сыном.
47-му всё же удаётся освободиться, забрать свои сильверболлеры и бежать из тюрьмы. Он пробирается через улицы Хоупа, где боевики Тревиса устраивают хаос в попытке найти 47-го. Агент достигает церкви, где укрылся Скёрки. 47-й смертельно ранит шерифа и узнав от него, куда направился его босс, направляется туда же — в элитный жилой комплекс Блэкуотер. Вернувшись в Чикаго, 47-й, прежде чем отправиться в Блэкуотер, навещает Тома Клеменца — своего друга и портного, у которого меняет потрёпанный костюм на свой фирменный костюм с белой рубашкой, красным галстуком и чёрными кожаными перчатками. Затем 47-й проникает в Блэкуотер в пентхаус Декстера, совершающего сделку с Тревисом. Тем временем Декстер получил от Тревиса 10 миллионов долларов и пообещал сказать место, где отдаст ему Викторию. 47-й убивает помощницу Декстера Лейлу и поднимается на крышу, заминированную Декстером. На крыше 47-й убивает Декстера и спасает девушку.
47-й улетает с Викторией на вертолёте. Он решает разобраться с Тревисом раз и навсегда, и проникает на кладбище, охраняемое агентами Тревиса, где добирается до Джейд и убивает её. Сам Тревис скрывается в крематории, 47-й убивает трёх элитных охранников («преторианцев») и вламывается в здание. Тревис перед смертью говорит, что Виктория была создана с той же целью, что и 47-й, после чего интересуется, действительно ли 47-й убил Диану. 47-й убивает Тревиса, перед этим сказав: «Ты этого не узнаешь».
Позже 47-й видит через снайперский прицел Викторию, к которой подходит Диана и обнимает, говоря, что та всё сделала правильно, не став убийцей, и что Тревис мёртв. В конце миссии, во время подсчёта статистики, голос Дианы говорит, что 47-й вернулся в Агентство и успешно выполнил контракт на Тревиса, деньги за выполнение которого были переведены на его счёт. В самом конце к шефу полиции, мечтающему поймать 47-го за события в отеле «Терминус», приходит Птаха и заявляет, что поможет найти его.

## История разработки
Хотя первые сведения о грядущей пятой игре серии Hitman были известны уже в 2007 году — благодаря финансовым отчётам материнской компании SCi Entertainment Group Plc, официально её разработку Eidos подтвердила только 12 мая 2009 года.
21 марта 2011 года в интернете появился первый достоверный и официальный скриншот Hitman 5. На Hitmanforum.com, официальном форуме серии Hitman, разработчики игры провели игру в альтернативной реальности (ARG), которая в результате привела к пяти изображениям. Четыре из них изображают одно из самых высоких сооружений в мире — башню Си-Эн Тауэр в канадском городе Торонто. На пятом изображении, которое, как предположили журналисты, является скриншотом с внутриигрового CGI-видео, изображены очертания Агента 47, держащего пистолет с глушителем. После окончания ARG представители IO Interactive подтвердили её отношение к Hitman 5 и сообщили, что игра будет показана на E3 2011.
20 апреля 2011 года Square Enix подала заявку на регистрацию торговой марки Hitman: Absolution.
10 мая 2011 года был выпущен официальный тизер-трейлер по игре, в котором были показаны кадры, ранее раскрытые общественности в рамках игры в альтернативной реальности. В тизере было указано число «110706», указывающее на 7 июня 2011 года — время проведения E3 2011. В этот же день Square Enix опубликовала официальный пресс-релиз, подтверждающий анонс игры. Кроме этого, было сообщено, что Hitman: Absolution использует Glacier 2 — вторую версию внутреннего движка IO Interactive, который использовался во всех её играх. Целевыми игровыми платформами были указаны Windows, Xbox 360 и PlayStation 3.
На Electronic Entertainment Expo 2011 был представлен кинематографический трейлер игры, а также первое геймплейное видео. На этом видео были продемонстрированы игровые нововведения: система укрытий, способность Агента 47 видеть противников сквозь стены и быстрые убийства.
В отличие от прошлых игр серии, в разработке Hitman: Absolution не принимал участия композитор Йеспер Кюд, который ранее работал над всеми предыдущими играми серии. Вопреки противоречивым заявлениям, прозвучавшим ранее, главного протагониста озвучил вновь актёр озвучивания Дэвид Бэйтсон.
На выставке Gamescom 2012 разработчики показали оригинальный мультиплеерный режим Contracts (не путать с игрой Hitman: Contracts), в котором игроки соревнуются между собой, выполняя определённый «контракт», опубликованный в интернете одним из игроков. Чтобы его выполнить, нужно соблюсти все те условия, при которых было совершено оригинальное убийство. На контракты могут подписываться другие игроки, зарабатывая за их выполнение деньги и покупая на эти деньги экипировку. Суть Contracts не только в соревновании, но и в возможности досконально изучить каждый игровой уровень.

## Отзывы и продажи
| Сводный рейтинг       | Сводный рейтинг                           |
| Агрегатор             | Оценка                                    |
| --------------------- | ----------------------------------------- |
| GameRankings          | (PS3) 84,83 % (X360) 79,29 % (PC) 76,13 % |
| Metacritic            | (PS3) 83/100 (X360) 79/100 (PC) 79/100    |
| Иноязычные издания    |                                           |
| Издание               | Оценка                                    |
| Edge                  | 7/10                                      |
| Eurogamer             | 7/10                                      |
| Game Informer         | 8,75/10                                   |
| GameSpot              | 7,5/10                                    |
| GamesRadar+           | [ 32 ]                                    |
| GameTrailers          | 6,9/10                                    |
| IGN                   | 9/10                                      |
| Joystiq               | [ 35 ]                                    |
| PC Gamer (US)         | 66/100                                    |
| VideoGamer            | 5/10                                      |
| The Daily Mail        | [ 38 ]                                    |
| VentureBeat           | 7,5/10                                    |
| Destructoid           | 8,5/10                                    |
| GameArena             | 3/10                                      |
| The Daily Telegraph   | [ 42 ]                                    |
| IBITimes              | 5/10                                      |
| Blogcritics.org       | [ 44 ]                                    |
| Русскоязычные издания |                                           |
| Издание               | Оценка                                    |
| Absolute Games        | 76 %                                      |
| PlayGround.ru         | 8,9/10                                    |
| «Игромания»           | 7,0/10                                    |

Игра получила преимущественно положительные отзывы. В то же время на портале VGTimes отмечалось (в 2020), что "многие фанаты Агента 47 считают Hitman: Absolution худшей частью серии".
Летом 2018 года, благодаря уязвимости в защите Steam Web API, стало известно, что точное количество пользователей сервиса Steam, которые играли в игру хотя бы один раз, составляет 2 805 822 человека.